# Faculté des études de sécurité de l'université de Belgrade
La faculté des études de sécurité de l'université de Belgrade (en serbe cyrillique : Факултет безбедности Универзитета у Београду ; en serbe latin : Fakultet bezbednosti Univerziteta u Beogradu) est l'une des 31 facultés de l'université de Belgrade, la capitale de la Serbie. Elle a été fondée en 1978. En 2013, son doyen est le professeur Vladimir Cvetković.

## Organisation
La faculté est divisée en 5 départements :
- Département des études de sécurité[5] ;
- Département des études de défense[6] ;
- Département des études de protection civile et de protection de l'environnement[7] ;
- Département des études des ressources humaines et des ressources sociales[8] ;
- Département des sciences humaines et sociales[9].